# Judo-Europameisterschaften
Die Judo-Europameisterschaften werden von der Europäischen Judounion organisiert. Sie werden seit 1951 regelmäßig und seit 1957 jährlich ausgetragen. Zu Beginn wurden dort nur Männerwettbewerbe ausgetragen. Ab 1975 gab es getrennte Europameisterschaften für Männer und Frauen. Ab 1987 wurden diese gemeinsam an einem Ort ausgetragen.
Die Europameisterschaften 1956 waren an Wien vergeben und hätten dort in der Messehalle am 16./17. November stattfinden sollen. Nachdem England, Frankreich, Holland, Belgien, Luxemburg und Spanien aber ihre Nennungen zurückgezogen hatten – wegen der politischen Unruhen in Europa, nachdem die Truppen des Warschauer Pakts am 4. November 1956 der Ungarische Volksaufstand niedergeschlagen hatten – wurde von der Europa-Judounion auf die Durchführung verzichtet.

## Liste der Veranstaltungen
| Jahr          | Austragungsstadt            | Land                                     |
| ------------- | --------------------------- | ---------------------------------------- |
| 1951          | Paris                       | Frankreich                               |
| 1952          | Paris                       | Frankreich                               |
| 1954          | Brüssel                     | Belgien                                  |
| 1955          | Paris                       | Frankreich                               |
| 1957          | Rotterdam                   | Niederlande                              |
| 1958          | Barcelona                   | Spanien                                  |
| 1959          | Wien                        | Österreich                               |
| 1960          | Amsterdam                   | Niederlande                              |
| 1961          | Mailand                     | Italien                                  |
| 1962          | Essen                       | BR Deutschland                           |
| 1963          | Genf                        | Schweiz                                  |
| 1964          | Ost-Berlin                  | Deutsche Demokratische Republik          |
| 1965          | Madrid                      | Spanien                                  |
| 1966          | Luxemburg                   | Luxemburg                                |
| 1967          | Rom                         | Italien                                  |
| 1968          | Lausanne                    | Schweiz                                  |
| 1969          | Ostende                     | Belgien                                  |
| 1970          | Ost-Berlin                  | Deutsche Demokratische Republik          |
| 1971          | Göteborg                    | Schweden                                 |
| 1972          | Voorburg                    | Niederlande                              |
| 1973          | Madrid                      | Spanien                                  |
| 1974          | London                      | Vereinigtes Königreich                   |
| 1975 M 1975 F | Lyon München                | Frankreich BR Deutschland                |
| 1976 M 1976 F | Kiew Wien                   | Sowjetunion Österreich                   |
| 1977 M 1977 F | Ludwigshafen am Rhein Arlon | BR Deutschland Belgien                   |
| 1978 M 1978 F | Helsinki Köln               | Finnland BR Deutschland                  |
| 1979 M 1979 F | Brüssel Kerkrade            | Belgien Niederlande                      |
| 1980 M 1980 F | Wien Udine                  | Österreich Italien                       |
| 1981 M 1981 F | Debrecen Madrid             | Ungarn Spanien                           |
| 1982 M 1982 F | Rostock Oslo                | Deutsche Demokratische Republik Norwegen |
| 1983 M 1983 F | Paris Genua                 | Frankreich Italien                       |
| 1984 M 1984 F | Lüttich Pirmasens           | Belgien BR Deutschland                   |
| 1985 M 1985 F | Hamar Landskrona            | Norwegen Schweden                        |
| 1986 M 1986 F | Belgrad London              | Jugoslawien Vereinigtes Königreich       |
| 1987          | Paris                       | Frankreich                               |
| 1988          | Pamplona                    | Spanien                                  |
| 1989          | Helsinki                    | Finnland                                 |
| 1990          | Frankfurt am Main           | Deutschland                              |
| 1991          | Prag                        | Tschechoslowakei                         |
| 1992          | Paris                       | Frankreich                               |
| 1993          | Athen                       | Griechenland                             |
| 1994          | Danzig                      | Polen                                    |
| 1995          | Birmingham                  | Vereinigtes Königreich                   |
| 1996          | Den Haag                    | Niederlande                              |
| 1997          | Ostende                     | Belgien                                  |
| 1998          | Oviedo                      | Spanien                                  |
| 1999          | Bratislava                  | Slowakei                                 |
| 2000          | Breslau                     | Polen                                    |
| 2001          | Paris                       | Frankreich                               |
| 2002          | Maribor                     | Slowenien                                |
| 2003          | Düsseldorf                  | Deutschland                              |
| 2004          | Bukarest                    | Rumänien                                 |
| 2005          | Rotterdam                   | Niederlande                              |
| 2006          | Tampere                     | Finnland                                 |
| 2007          | Belgrad                     | Serbien                                  |
| 2008          | Lissabon                    | Portugal                                 |
| 2009          | Tiflis                      | Georgien                                 |
| 2010          | Wien                        | Österreich                               |
| 2011          | Istanbul                    | Türkei                                   |
| 2012          | Tscheljabinsk               | Russland                                 |
| 2013          | Budapest                    | Ungarn                                   |
| 2014          | Montpellier                 | Frankreich                               |
| 2015          | Baku                        | Aserbaidschan                            |
| 2016          | Kasan                       | Russland                                 |
| 2017          | Warschau                    | Polen                                    |
| 2018          | Tel Aviv                    | Israel                                   |
| 2019          | Minsk                       | Belarus                                  |
| 2020          | Prag                        | Tschechien                               |
| 2021          | Lissabon                    | Portugal                                 |
| 2022          | Sofia                       | Bulgarien                                |
| 2023          | Montpellier                 | Frankreich                               |
| 2024          | Zagreb                      | Kroatien                                 |
| 2025          | Podgorica                   | Montenegro                               |

### Erfolgreichste weibliche Judoka bei Europameisterschaften
- Edith Hrovat, 8 Europäische Titel
- Angelique Seriese, 8 Europäische Titel
- Ulla Werbrouck, 7 Europäische Titel
- Gella Vandecaveye, 7 Europäische Titel
- Isabel Fernández, 6 Europäische Titel
- Alina Dumitru, 6 Europäische Titel

### Erfolgreichste männliche Judoka bei Europameisterschaften
- Anton Geesink, 21 Europäische Titel
- Willem Ruska, 7 Europäische Titel
- Tamerlan Tmenow, 7 Europäische Titel
- Mark Huizinga, 5 Europäische Titel
- Alexander Michailin, 5 Europäische Titel
- Neil Adams, 5 Europäische Titel
- Jean De Herdt, 5 Europäische Titel

## Mixed-Team
| Jahr | Austragungsort |
| ---- | -------------- |
| 2018 | Jekaterinburg  |
| 2019 | Minsk          |
| 2020 | Bukarest       |
| 2021 | Ufa            |
| 2022 | Mülhausen      |
| 2023 | Krakau         |
| 2024 | Zagreb         |

## Clubs
Der Europameister der Clubs wird seit 2010 in der European Club Championships ermittelt.